# Norra Kedums socken
Norra Kedums socken i Västergötland ingick i Kållands härad, uppgick 1969 i Lidköpings stad och området ingår sedan 1971 i Lidköpings kommun och motsvarar från 2016 Norra Kedums distrikt.
Socknens areal var 9,63 kvadratkilometer varav 9,61 land. År 2000 fanns här 200 invånare. Orten Marbogården samt sockenkyrkan Norra Kedums kyrka ligger i socknen.

## Administrativ historik
Socknen har medeltida ursprung. Före den 1 januari 1886 (ändring enligt beslut den 17 april 1885) var namnet Kedums socken.
Vid kommunreformen 1862 övergick socknens ansvar för de kyrkliga frågorna till Kedums församling och för de borgerliga frågorna bildades Kedums landskommun. Landskommunen uppgick 1952 i Örslösa landskommun som 1969 uppgick i Lidköpings stad som 1971 ombildades till Lidköpings kommun. Församlingen uppgick 2006 i Örslösa församling.
1 januari 2016 inrättades distriktet Norra Kedum, med samma omfattning som församlingen hade 1999/2000.  
Socknen har tillhört län, fögderier, tingslag och domsagor enligt vad som beskrivs i artikeln Kållands härad. De indelta soldaterna tillhörde Västgöta-Dals regemente, Kållands kompani.

## Geografi
Norra Kedums socken ligger väster om Lidköping med Vänern i norr och har också viss skärgård. Socknen är en småkuperad slättbygd.
Socknen gränsar i väster till Tådene, i söder till Tranum, i öster till Väla, i nordost till Örslösa socken, och i nordväst till Vänern. 
Kring kyrkogården rinner en liten å som senare utmynnar i en vik som kallas Skäftet.
Kedum nämns som tingsställe under medeltiden för Kållands härad. Inom socknen fanns under medeltiden en stormansgård benämnd Fiske-kedum.

### Byar och gårdar
Socknen består (år 1863) av följande gårdar och byar; Kejdum Storegården (eller Karegården), Aggetorp, Torpa, Stommen, Kambo, Plogsbo, Eke, Gröneberg, Dryte. 
I jordeboken 1568 upptars 8 hela och 4 halva frälsehemman samt ett kyrktorp. År 1878 bestod det av 9 frälse och 2 kronohemman med ett fastighetsvärde av 285900 kronor.

### Storgården Fiske-kedum
Under medeltiden fanns stormansgården Fiske-kedum som torde motsvara kyrkbyn. Den tillhörde riddaren Knut Algotsson (Lejon) som pantsatte godset hos den norske adelsmannen Gaute Eriksson. Denne överlät Fiske-kedum till Vadstena kloster år 1387.  Därefter kom egendomen under riddaren Jon Martensson som bosatte sig i Sudreim i Norge, och av hans son Sigurd Jonsson, Noriges riksföreståndare, skänktes som morgongåva till Filippa, en dotter till greve Hans av Everstein. Efter Sigurds död skänkte Filippa godset år 1466 till Ingeborg Åkesdotter (Tott) som förlovat sig med Sigurd och Filippas son Hans Sigurdsson. Efter Hans död gifte sig Ingeborg med Sten Sture den äldre. År 1514 omtalas Fiske Kedum; Thry pergamentz breff på Fiske Kydhem och Geska morghon gåffwa.

## Fornlämningar
Från bronsåldern finns skålgropsförekomster. Från järnåldern finns gravhögar och stensättningar.
Vid Marbogården finne en Offersten med skålgropar.

### Gravfält
På Storegården skall det finnas flera stora gravhögar, såsom Häbbarebacken där man lokalt trott att en kung Häbbe vart begraven. Där skall även finnas ett stort antal mindre gravar.

### Gravhögar
En storhög finns på Rävesabacken intill Kambo gård. Denna fick dock släppa ifrån sig åtskilliga lass med jord då kedumsborna år 1927 körde jord därifrån för att fylla ut kyrkogården vid Norra Kedums kyrka. Det olagliga tilltaget stoppades innan högen var bortschaktad, men illa skadad.
Strax intill vid landsvägen på en backe är ännu en hög, men kan ej räknas till storhög.

## Folkmängd
- År 1805 var folkmängden 256 personer[11].
- År 1819 var folkmängden 231 personer[20].
- År 1860 var folkmängden 222 personer[11].
- År 1870 var folkmängden 285 personer på 56 hushåll[13].
- År 1877 var folkmängden 278 personer[13].
- År 2000 var folkmängden 200 personer[2].

## Namnet
Namnet skrevs 1291 Kythem och kommer från kyrkbyn. Efterleden innehåller hem, 'boplats; gård'. Förleden innehåller kidh, 'killing'.
Socken benämns även med ett binamn Fiske motsvarande det fornsvenska fiske, avseende kyrkbyns läge vid Vänern. 
Följande namnversioner kan räknas upp. Årtal för skrivelse inom parentes: Kidhema Sokn (1386), Kidems sokn (1415), Kydhem (1463), Kijdhem s (1544), Kyddhems s. (1546), Kydem (1551), Kidomma S. (1556), Kiedims S. (1567, 1572), Kydem s. (1571), Kiedum (1576), Kedoms s. (1581), Kiädum sokn (1588), Kidoms S. (1600), Kedum S. (1600), Kedwma S. (1611), Kiedom S. (1639), Kiedum S. (1685, 1715), Kiedums S. (1725, 1795), Kjedums S. (1825, 1874), Norra Kedum (1886).